# Léo-Paul Bouyer
Pour les articles homonymes, voir Bouyer.
Léo-Paul Bouyer, né le 14 août 2008 à Paris, est un footballeur français qui joue au poste de gardien de but au Milan AC.

## Biographie

### Carrière en club
Né à Paris en France, Léo-Paul Bouyer est formé par le Paris FC, avant d'être recruté en 2024 par le Milan AC, où il s'illustre d'abord en équipes de jeunes avec le club de championnat d'Italie,,. 
Il commence à figurer avec le groupe de l'équipe reserve qui joue en Serie C lors de la saison 2024-2025.

### Carrière en sélection
Léo-Paul Bouyer est international junior avec l'équipe de France des moins de 17 ans à partir d'octobre 2024.
Il est convoqué avec l'équipe de France des moins de 17 ans pour participer au Championnat d'Europe des moins de 17 ans qui a lieu en mai et juin 2025,. La France atteint la finale de la compétition après sa victoire face à la Belgique (3-2),.

## Palmarès
France -17 ans
- Championnat d'Europe
  - Finaliste en 2025